# ناتالی مورهد
ناتالی مورهد (انگلیسی: Natalie Moorhead؛ ۲۷ ژوئیهٔ ۱۹۰۱ – ۶ اکتبر ۱۹۹۲) یک هنرپیشه اهل ایالات متحده آمریکا بود. از فیلم‌های وی می‌توان به به طور کامل اشاره نمود.